# Frigocalanus rauscherti
Frigocalanus rauscherti is een eenoogkreeftjessoort uit de familie van de Pseudocyclopiidae. De wetenschappelijke naam van de soort is voor het eerst geldig gepubliceerd in 1996 door Schulz.